# Sport i Armenien
I Armenien finns många populära sporter. Den mest populära sporten är fotboll. Andra populära sporter är bland andra brottning, tyngdlyftning, judo, schack och boxning. Den bergiga terrängen i Armenien ger också stora möjligheter att utöva sporter som skidåkning och klättring. Armenien är mest framgångsrika i schack, tyngdlyftning och brottning.

## Sporter

### Olympiska spelen

#### OS som en del av Sovjetunionen
Som en del av Sovjetunionen vann man många medaljer. Armenien vann två guld och två silver i gymnastik under Sommar-OS 1952 i Helsingfors.

#### OS som självständigt land
Armenien deltog första gången som självständigt land under Sommar-OS 1992 i Barcelona, där man vann tre guld och två silver. I Sommar-OS deltar Armenien i boxning, brottning, tyngdlyftning, judo, gymnastik, friidrott, dykning, simning och skytte.

### Fotboll
Armeniens mest framgångsrika fotbollsklubb är FK Ararat Jerevan. Armeniska fotbollsligan är den högsta fotbollsligan i Armenien. I ligan spelar 8 lag. I Armenien finns många fotbollsarenor som Hrazdan stadion och Vazgen Sargsian Republikanstadion.
Från Armenien kommer bland andra Youri Djorkaeff, Alain Boghossian, Andranik Eskandarjan, Andranik Teymourian, Edgar Manutjarjan och Nikita Simonjan.

### Rugby
I Armenien är rugby en växande sport. Det finns många armeniska rugbyspelare i Frankrike. Intresset för rugby har man fått från grannlandet Georgien.

### Brottning
Brottning har varit framgångsrik i Armenien i OS. Vid Sommar-OS 1996 i Atlanta vann Armen Nazarjan guld i herrarnas grekisk-romerska stil i flugvikt (52 kg). 
Traditionell armenisk brottning kallas Kokh och praktiseras i dräkt, det är en av de grenar som ingår i den sovjetiska kampsportsgrenen Sambo, som är mycket populär.

### Tyngdlyftning
Tyngdlyftning har också varit framgångsrik för Armenien i OS. I grenen vann landet brons i herrar mellanvikt (77 kg). I april 2007 deltog det armeniska landslaget i EM 2007 i Strasbourg och vann 10 guldmedaljer.

Yurik Vardanyan vann guld vid Sommar-OS 1980 och blev världens första tyngdlyftare att uppnå 400 poäng i 82,5 kg viktklass.

### Boxning
Boxning är också en populär sport i Armenien. Landet har regelbundet skickat boxare till OS, men med liten framgång.

### Schack
Schack är den mest populära sporten i Armenien. Många armeniska schackspelare har varit framgångsrika internationellt i schack. Kända schackspelare från Armenien är Garri Kasparov, Tigran Petrosian, Levon Aronian, Rafael Vaganian och Vladimir Akopjan.

### Fotnoter
1. ↑  ”Sportens historia”. http://www.worldinfozone.com/country.php?country=Armenia&page=2. Läst 4 juni 2011.
2. ↑  ”Resultat i tyngdlyftnings-EM 2007”. http://halteurope2007.free.fr/eupean/resultats.htm. Läst 4 juni 2011.